# Шта мушкарци желе
Шта мушкарци желе (енгл. What Men Want) америчка је романтична комедија из 2017. Режију потписује Адам Шанкман, док главне улоге тумаче Тараџи П. Хенсон и Трејси Морган. Римејк је филма Шта жене желе из 2000. Радња прати жену која — након што попије моћни напитак који јој је дао шаман — стиче способност да чује унутрашње мисли мушкараца.

## Радња
Али Давис (Тараџи П. Хенсон) успешна је спортска агенткиња коју мушки колеге непрестано блокирају. Након дивљег ноћног изласка с пријатељицама, тајанствено стиче способност да чује мисли мушкараца. Својом новопеченом моћи Али жели да надмудри своје колеге с којима се такмичи ко ће први пронаћи нову кошаркашку суперзвезду, али границе до којих мора ићи тестираће њен однос с најбољим пријатељицама и новом симпатијом.

## Улоге
| Глумац           | Улога         |
| ---------------- | ------------- |
| Тараџи П. Хенсон | Али Дејвис    |
| Олдис Хоџ        | Вил Томас     |
| Џош Бренер       | Брендон Волас |
| Ерика Баду       | Сестра        |
| Ричард Раундтри  | Скип Дејвис   |
| Трејси Морган    | Дола Бари     |
| Шејн Пол Макги   | Џамал Бари    |
| Пит Дејвидсон    | Дени          |